# 格蘭維爾 (印地安納州特拉華縣)
格蘭維爾（英語：Granville）是位於美國印地安納州特拉華縣的一個非建制地區。該地的面積和人口皆未知。

## 地理
格蘭維爾的座標為40°19′02″N 85°19′07″W / 40.31722°N 85.31861°W，而該地的平均海拔高度為273米（即896英尺）。